# Rasikkajärvi
Rasikkajärvi är en sjö i Kiruna kommun i Lappland och ingår i Torneälvens huvudavrinningsområde. Sjön har en area på 0,625 kvadratkilometer och ligger 518,2 meter över havet. Rasikkajärvi ligger i Torneträsk-Soppero fjällurskog Natura 2000-område. Sjön avvattnas av vattendraget Sekkujoki.

## Delavrinningsområde
Rasikkajärvi ingår i det delavrinningsområde (757139-171821) som SMHI kallar för Utloppet av Rasikkajärvi. Medelhöjden är 547 meter över havet och ytan är 4,56 kvadratkilometer. Det finns ett avrinningsområde uppströms, och räknas det in blir den ackumulerade arean 19,48 kvadratkilometer. Sekkujoki som avvattnar avrinningsområdet har biflödesordning 3, vilket innebär att vattnet flödar genom totalt 3 vattendrag innan det når havet efter 390 kilometer. Avrinningsområdet består mestadels av skog (85 procent). Avrinningsområdet har 0,63 kvadratkilometer vattenytor vilket ger det en sjöprocent på 13,7 procent.